# Saint-Lubin-de-Cravant
Saint-Lubin-de-Cravant es una comuna francesa situada en el departamento de Eure y Loir, en la región de Centro-Valle del Loira.

## Demografía
| 51 | 57 | 51 | 53 | 48 | 60 | 57 |
| Para los censos de 1962 a 1999 la población legal corresponde a la población sin duplicidades (Fuente: INSEE [Consultar]) |    |    |    |    |    |    |